# 吳瓚 (弘治進士)
吳瓚（1451年—？），字美中，浙江杭州府仁和縣人，竈籍，明朝政治人物。

## 生平
成化十九年（1483年）癸卯科浙江鄉試第五名舉人。弘治三年（1490年）中式庚戌科會試第二百六十五名，三甲第一百四十五名進士。授弋阳知县，调永新，知南通州，两月乞休。性好吟咏，多撰述，考求遗闻，作《武林纪事》八卷，卒年九十馀。

## 家族
曾祖吳清之；祖父吳定遠；父吳讓，母湯氏。具庆下。兄吴璋、吴琬。弟吴玠。